# Kamov Ka-32
Kamov Ka-32 (tên gọi NATO là "HelixC") là loại máy bay trực thăng phổ thông có nhiều tính năng đặc biệt, dựa trên mẫu máy bay quân sự Ka-27. Các mẫu phiên bản như trực thăng Ka 32A, Ka 32T còn nhận được chứng nhận của Nga vào tháng 6/1993 tương đương với tiêu chuẩn bay US Far Pt 29/Pt 33 và nó được trang bị hệ thống điện tử hàng không chuyên nghiệp.
Năm 1969, Kamov bắt đầu thiết kế mẫu Ka 27, với mục tiêu chủ yếu là cung cấp máy bay trực thăng cánh ngầm để thay thế chiếc KA 25 ("Hormone"). Máy thử nghiệm Ka 27 đầu tiên bay vào tháng 12/1974 và là mẫu thử nghiệm cho sự ra đời của biến thể Ka 32 loại máy bay quân sự và dân sự.
Năm 1981, Ka 27 lần đầu tiên được hạm đội Xô-viết chú ý. Cũng trong năm này chiếc Ka 32 dân sự đầu tiên được triển lãm tại Minsk. Cả hai mẫu Ka 27 và Ka 32 đều có hộp số và thân máy bay với đuôi đôi dựa trên sự phát triển của mẫu Ka 25, và máy tính hiệu Kamov xoay các cánh quạt chính (không có tác dụng đối với cánh quạt đuôi). 
Một số phiên bản của dòng máy bay Ka 32 cũng lần lượt ra đời sau đó. Ka 32T là loại máy bay phổ thông, được sử dụng làm phương tiện vận chuyển hành khách và máy bay cứu hộ hay cần cẩu. Mặc dù chỉ được trang bị hệ thống điện tử hàng không cơ bản, nhưng nó được sản xuất nhiều hơn các mẫu cải tiến khác của Ka 32. Mẫu Ka 32S được gắn thêm thiết bị điện tử hàng không IFR thích hợp để vận hành khi điều kiện thời tiết xấu. Đối với vận hành đường biển, nó được sử dụng để phá băng, tìm kiếm và cứu hộ…
Các mẫu trực thăng Ka 32A, Ka 32T nhận được chứng nhận của Nga vào tháng 6/1993 tương đương với tiêu chuẩn bay US Far Pt 29/Pt 33 và nó được trang bị hệ thống điện tử hàng không chuyên nghiệp.
Quốc gia sản xuất: Nga
Động cơ: Ka 32T – hai động cơ tua-bin trục dẫn Klimov TV3117V với công suất 1635 kW (2190shp) truyền động cho hai khối quay 3 cánh quạt.
Vận hành: Ka 32T – vận tốc tối đa 250 km/h (135kt), vận tốc bay bằng ở chế độ tiết kiệm nhiên liệu 230 km/h (125kt), trần bay 16.400 ft, tầm bay với tối đa nhiên liệu 800 km (430 nm), thời gian bay tối đa l 4giờ 30 phút.
Trọng lượng: Ka 32T – trọng lượng rỗng 6.500 kg (14.330 lb), trọng lượng chở hàng thông thường 11.000 kg (24.250 lb), trọng lượng tải tối đa 12.600 kg (27.775 lb).
Kích thước: Ka 32T – đường kính rotor chính 15.90m (52 ft 2in), chiều dài thân máy bay 11.30m (37 ft 1in), chiều cao 5.40m (17 ft 9in), diện tích cánh quạt khi vận hành 198.5m² (2138sq ft).
Sức chứa: Buồng lái gồm 1 phi công và hoa tiêu. Khoang chính chúa được 16 hành khách, có thể chuyên chở hàng hóa hay cấp cứu trên không. Trọng lượng tối đa bên trong 4.000 kg (8820 lb), trọng lượng tối đa có giá đỡ 5.000 kg (11.025 lb).
Sản xuất: Hiện tại đang được sản xuất. Có khoảng 170 chiếc Ka 32 được giao hàng, chủ yếu là phục vu dân dụng cho Nga nhưng một số cho các công ty phương Tây thuê thông qua luật thuê mướn toàn cầu từ các ông chủ Nga.
Ka-32 Helix-C
Phi hành đoàn: 02 + 16 HK hoặc 5.000 kg hàng hóa.
Dài: 11,30 m
Đường kính cánh quạt: 15,90 m
Cao: 5,40 m
Trọng lượng không tải: 6.500 kg
Tối đa khi cất cánh: 11.000 kg
Động cơ: 02 động cơ Klimov TV3-117VMA có sức đẩy 2.190 ngựa mỗi cái.
Tốc độ: 250 km/giờ
Cao độ: 5.000 m
Tầm hoạt động: 800 km
Bay lần đầu: 08/10/1980
Rada E801M Oko {kiểu xuất khẩu có ký hiệu E891E} do Viện nghiên cứu khoa học công nghệ vô tuyến Nauchno Issledovatelskily {NIIR} phát triển. Rada Oko được thiết kế để trinh sát phát hiện, bám sát và truyền các tín hiệu đã xử lý về mục tiêu tới trung tâm kiểm soát trên hạm đội. Đây là loại rada xung-dowle băng D có thể quét với tốc độ khoảng 6 vòng/phút hoặc quét ở một góc theo chế độ đặt sẵn. Antena mạng pha thụ động, nặng: 200 kg, hình chữ nhật, kích thước 6x1 m có 4 hàng với 24 chấn tử. Rada có thể hoạt động ở chế độ không đối đất và không đối không.
Rada E801M có thể theo dõi đồng thời 40 mục tiêu trên không hoặc trên biển. Máy bay tiêm kích có diện tích phản xạ hiệu dụng khoảng: 1,8 m² có thể bị phát hiện chính xác từ cự ly 110 – 135 km. Tàu chiến có diện tích phản xạ hiệu dụng khoảng: 30 m² có thể bị phát hiện trong giới hạn đường chân trời